# 法国国家信息与自动化研究所
法国国立计算机及自动化研究院，法文为 Institut national de recherche en informatique et en automatique (简称INRIA)，其重点研究领域为计算机科学，控制理论及应用数学。该研究院於1967年在巴黎附近的罗克库尔创立。INRIA是世界著名的科研机构，其研究实力在世界大学和科研机构的计算机领域中排名前列。在2019年世界顶尖计算机与机器学习学术会议NeurIPS中，Inria的论文录取数在全球大学与科研机构中排名第12位，欧盟区域内第1位。

## 組織結構
它有八個研究中心：
- INRIA Bordeaux - 西南 http://www.inria.fr/centre/bordeaux （页面存档备份，存于）
- INRIA Grenoble - Rhône-Alpes地区 http://www.inria.fr/centre/grenoble （页面存档备份，存于）
- INRIA Lille - 里尔 http://www.inria.fr/centre/lille （页面存档备份，存于）
- INRIA Nancy - 东部 http://www.inria.fr/centre/nancy （页面存档备份，存于）
- INRIA Paris - Rocquencourt地区(在巴黎郊區，在巴黎市内也有分部) https://web.archive.org/web/20111015171810/http://www.inria.fr/centre/paris-rocquencourt
- INRIA Rennes 雷恩 - Bretagne Atlantique地区 http://www.inria.fr/centre/rennes （页面存档备份，存于）
- INRIA Saclay - Île-de-France法兰西岛地区 http://www.inria.fr/centre/saclay （页面存档备份，存于）
- INRIA Sophia Antipolis - 地中海 (尼斯附近) http://www.inria.fr/centre/sophia （页面存档备份，存于）

並於這些研究中心外的其它學術研究小組進行合作。

## 外部連結
- http://www.inria.fr （页面存档备份，存于） 官方網站(法文及英文)